# Michael Ronda
Michael Ronda Escobosa (Guadalajara, Jalisco, México, 28 de septiembre de 1996) es un actor, cantante y modelo mexicano, conocido por su papel de Poncho en la serie Como dice el dicho, Simón Álvarez en la serie de Disney Channel Soy Luna y Javier Williams en Control Z.

## Biografía

### Primeros años
Michael Ronda es hijo del italiano Davide Ronda y de la mexicana Vicky Escobosa.
Es el segundo de tres hermanos (su hermana mayor Alessandra y su hermano menor Kevin).
Al crecer, Ronda «quería ser futbolista». Sin embargo, según palabras del actor, «sabía que quería estar frente a las cámaras» cuando por primera vez estuvo en un set.

### Carrera
Michael Ronda inició su carrera de pequeño en TV Azteca con papeles pequeños en programas unitarios, como "Cada quien su santo". 
En 2011, Ronda interpretó el papel de Camilo Galván en la telenovela La fuerza del destino.
También participó en las películas La Noche del Pirata interpretando el papel de Dani y Bacalar como Santiago. Sin embargo, es conocido, por su papel como Poncho en la serie de televisión Como dice el dicho.
De 2016 a 2018, Ronda protagonizó e interpretó el papel de Simón Álvarez en la serie de Disney Channel Soy Luna. Tras finalizar Soy luna, Ronda se lanzó como cantante solista con su primer sencillo «La Diva de la escuela», vídeoclip que incluyó a sus excompañeras de elenco, Valentina Zenere y Lucila Gandolfo, y realizando giras por México con la participación especial de Giovanna Reynaud.
Ese mismo año el actor formó parte del elenco principal de la segunda temporada de la serie española Bajo la red. 
En 2019 el actor empieza las grabaciones de las series Control Z y de Bronco: la serie en las cuales interpreta a Javier Williams y a Lalo/Eduardo respectivamente; forma parte del elenco principal en ambas. 
En ese mismo año lanzó su segundo sencillo titulado  Seré Tu Héroe.
En 2021 Ronda empieza las grabaciones de la serie Papás por encargo serie la cual fue estrenada por Disney +, en la cual también pertenece al elenco principal.
Ese mismo año, fue convocado por Netflix para unirse al elenco de Luis Miguel: La serie, donde interpretó a Diego Boneta.
En 2022, protagonizó la película Cuando Sea Joven, una comedia dramática mexicana producida por Eugenio Derbez, donde compartió pantalla con Verónica Castro.
En 2023 participó en la película Es por tu bien, donde tuvo un papel principal en esta comedia que retrata la vida amorosa de tres jóvenes enfrentados a sus suegras sobreprotectoras.
En 2024 fue parte de la telenovela mexicana Mi amor sin tiempo, adaptación de la historia de 1999, Tres mujeres, Interpretando a Adrián. 
En 2025 se anunció que volvería a interpretar a Simón Álvarez en la cuarta temporada de la serie Soy Luna, que empezó grabaciones en junio de 2025.

## Filmografía

### Cine
| Año  | Título              | Personaje    | Notas                      |
| ---- | ------------------- | ------------ | -------------------------- |
| 2011 | La noche del pirata | Dani         |                            |
| 2011 | Bacalar             | Santiago     |                            |
| 2012 | El último aliento   | Juan (joven) | Cortometraje               |
| 2018 | Campeones           | David        |                            |
| 2022 | Cuando sea joven    | Victor       | Elenco principal, película |
| 2023 | Good Vibes          |              | Elenco principal, película |
| 2024 | Es por su bien      | Fernando     |                            |

### Televisión
| Año         | Título                          | Personaje                    | Notas                                                      |
| ----------- | ------------------------------- | ---------------------------- | ---------------------------------------------------------- |
| 2009        | A cada quien su santo           | Víctor                       |                                                            |
| 2009        | Pobre Diabla                    | Santiago Rodríguez (niño)    |                                                            |
| 2011        | La fuerza del destino           | Camilo Galván Ledesma (niño) |                                                            |
| 2011 - 2015 | Como dice el dicho              | Poncho                       | Elenco principal (temp. 1-4) Recurrente (temp. 5)          |
| 2016 - 2026 | Soy Luna                        | Simón Álvarez                | Elenco principal, serie de TV Disney Channel Latinoamérica |
| 2018        | Once                            | Simón Álvarez                | Invitado                                                   |
| 2019        | Bajo la red                     | Gabriel                      | Elenco principal, serie de TV                              |
| 2019        | Bronco: la serie                | Eduardo "Lalo"               | Elenco recurrente                                          |
| 2020 - 2022 | Control Z                       | Javier Williams              | Elenco principal, serie de TV Netflix                      |
| 2021        | Soy Luna: El último concierto   | Él mismo/Simón Álvarez       | Película-Concierto-Documental                              |
| 2021        | Luis Miguel: la serie           | Diego Boneta                 | Cameo (temporada 3)                                        |
| 2022—2023   | Papás por encargo               | Morgan                       | Protagonista, serie de TV Disney+                          |
| 2024        | Mi amor sin tiempo              | Adrián de la Fuente          | Antagonista, telenovela Televisa                           |
| 2024        | Kids' Choice Awards México 2024 | Él mismo                     | Conductor, junto a Angela Aguilar.                         |

## Discografía
| Bandas sonoras | Bandas sonoras | Bandas sonoras      |
| Año            | Canción | Álbum               |
| -------------- | --- | ------------------- |
| 2016           | «Valiente» | Soy Luna            |
| 2016           | «Eres» (con Karol Sevilla) | Soy Luna            |
| 2016           | «Un destino» (con Lionel Ferro y Gastón Vietto)                                                                                   | Soy Luna            |
| 2016           | «I'd Be Crazy» (con Ruggero Pasquarelli, Lionel Ferro, Jorge López, Gastón Vietto y Agustín Bernasconi)                           | Soy Luna            |
| 2016           | «Invisibles» (con Lionel Ferro y Gastón Vietto)                                                                                   | Soy Luna            |
| 2016           | «Camino» (con Elenco de Soy Luna)                                                                                                 | Soy Luna            |
| 2016           | «Non arrenderti mai» (versión en Italiano de «Valiente»)                                                                          | Soy Luna (Italia)   |
| 2016           | «Vuelo» (con Elenco de Soy Luna)                                                                                                  | Música en ti        |
| 2016           | «A rodar mi vida» (con Elenco de Soy Luna)                                                                                        | Música en ti        |
| 2016           | «Eres (Radio Disney Vivo)» (con Karol Sevilla y Ruggero Pasquarelli)                                                              | Música en ti        |
| 2016           | «Valiente (Radio Disney Vivo)» (con Karol Sevilla, Lionel Ferro y Gastón Vietto)                                                  | Música en ti        |
| 2016           | «Alas (Radio Disney Vivo)» (con Elenco de Soy Luna)                                                                               | Música en ti        |
| 2017           | «Valiente» (con Elenco de Soy Luna)                                                                                               | La vida es un sueño |
| 2017           | «Alzo mi bandera» (con Lionel Ferro y Gastón Vietto)                                                                              | La vida es un sueño |
| 2017           | «Linda» (con Lionel Ferro y Gastón Vietto)                                                                                        | La vida es un sueño |
| 2017           | «Cuenta conmigo» (con Elenco de Soy Luna)                                                                                         | La vida es un sueño |
| 2017           | «I've Got a Feeling» (con Karol Sevilla, Valentina Zenere, Chiara Parravicini, Ruggero Pasquarelli, Lionel Ferro y Gastón Vietto) | La vida es un sueño |
| 2017           | «Footloose» (con Elenco de Soy Luna)                                                                                              | La vida es un sueño |
| 2017           | «Pienso» (con Lionel Ferro y Gastón Vietto)                                                                                       | La vida es un sueño |
| 2017           | «Andaremos» (con Karol Sevilla)                                                                                                   | La vida es un sueño |
| 2017           | «Yo quisiera» | La vida es un sueño |
| 2017           | «Siempre juntos» (Versión Grupal) (con Elenco de Soy Luna)                                                                        | La vida es un sueño |
| 2018           | «Modo amar» (con Elenco de Soy Luna)                                                                                              | Modo amar           |
| 2018           | «Tiempo de amor» | Modo amar           |
| 2018           | «Tu cárcel» (con Karol Sevilla)                                                                                                   | Modo amar           |
| 2018           | «Despierta mi mundo» (con Elenco de Soy Luna)                                                                                     | Modo amar           |
| 2018           | «Solos» (con Valentina Zenere) | Modo amar           |
| 2018           | «Decirte lo que siento» (con Gastón Vietto, Ruggero Pasquarelli y Lionel Ferro)                                                   | Modo amar           |
| 2018           | «Si lo sueñas claro» (con Elenco de Soy Luna)                                                                                     | Modo amar           |
| 2018           | «Nadie como tú» (con Ruggero Pasquarelli, Agustín Bernasconi, Jorge López, Gastón Vietto y Lionel Ferro)                          | Modo amar           |
| 2018           | «Todo puede cambiar» (con Elenco de Soy Luna)                                                                                     | Modo amar           |

| Solista | Solista                 | Solista   |
| Año     | Canción                 | Álbum     |
| ------- | ----------------------- | --------- |
| 2018    | «La Diva de la Escuela» | Sin álbum |
| 2019    | «Seré Tu Héroe»         | Sin álbum |
| 2022    | «Tiempo»                | Sin álbum |

## Giras
- Soy Luna en concierto (2017)
- Soy Luna Live (2018)
- Soy Luna en vivo (2018)

## Premios y nominaciones
| Año  | Premiación                    | Categoría         | Trabajo           | Resultado |        |
| ---- | ----------------------------- | ----------------- | ----------------- | --------- | ------ |
| 2015 | Kids Choice Awards México     | Guapo Favorito    | Él mismo          | Nominado  |        |
| 2016 | Kids Choice Awards México     | Actor Favorito    | Soy Luna          | Nominado  |        |
| 2016 | Kids' Choice Awards Colombia  | Actor Favorito    | Soy Luna          | Nominado  |        |
| 2016 | Kids' Choice Awards Argentina | Actor Favorito    | Soy Luna          | Nominado  |        |
| 2017 | Kids Choice Awards México     | Actor Favorito    | Soy Luna          | Ganador   |        |
| 2017 | Kids' Choice Awards Argentina | Actor Favorito    | Soy Luna          | Ganador   |        |
| 2017 | Tú Awards                     | #El chico sexy    | Soy Luna          | Nominado  |        |
| 2018 | Kids' Choice Awards México    | Actor Favorito    | Soy Luna          | Ganador   |        |
| 2018 | Kids' Choice Awards Argentina | Actor Favorito    | Soy Luna          | Nominado  |        |
| 2018 | Tú Awards                     | Parejita Más Cute | Él mismo          | Nominados |        |
| 2023 | Kids Choice Awards México     | Actor favorito    | Papás por encargo | Nominado  | [ 9 ]  |
| 2024 | Kids Choice Awards México     | Actor favorito    | Papás por encargo | Ganador   | [ 10 ] |